# Parc d'État de Susquehannock
Ne doit pas être confondu avec Forêt d'État de Susquehannock.
Le parc d'État de Susquehannock (Susquehannock State Park) est un parc d'État de la Pennsylvanie, dans le comté de Lancaster, aux États-Unis.
Il est nommé d'après la Susquehanna.